# Stachyris roberti
A Stachyris roberti a madarak osztályának verébalakúak (Passeriformes) rendjébe és a timáliafélék (Timaliidae) családjába tartozó faj.

## Rendszerezése
A fajt Henry Haversham Godwin-Austen és Arthur Hay Tweeddale írták le 1875-ben, a Sphenocichla nembe Sphenocichla roberti néven. Egyes szervezetek jelenleg is ide sorolják.

## Előfordulása
Kína, India és Mianmar területén honos. Természetes élőhelyei a szubtrópusi vagy trópusi síkvidéki és hegyi esőerdők. Állandó, nem vonuló faj.

## Megjelenése
Testhossza 18 centiméter, testtömege 29-43 gramm.

## Életmódja
Kisebb csapatban, rovarokkal, tetvekkel és bogarakkal táplálkozik. Májustól júniusig költ.

## Természetvédelmi helyzete
Az elterjedési területe nagy, egyedszáma 2500-9999 példány közötti és csökken. A Természetvédelmi Világszövetség Vörös listáján mérsékelten fenyegetett fajként szerepel.